# BC191
Il BC191 (simile al BC375) è un radio trasmettitore militare per la gamma delle onde medie e corte, con copertura da 400 kHz a 12,5 MHz.
Di progetto e produzione americana (Signal Corps), è stato utilizzato a partire dalla fine della seconda guerra mondiale (1942/1944) in poi fino alla sua sostituzione con il nuovo ricetrasmettitore Collins ART-13.
Rappresenta la parte trasmittente di una stazione ricetrasmittente mobile (veicolare) SCR193 insieme al ricevitore BC312. 
Principalmente usata dall'esercito americano e successivamente da altri eserciti della NATO (tra le quali Italia e Francia).
Trasmetteva in AM/CW con potenze comprese tra i 40 ed i 70 watt, a seconda della frequenza di trasmissione utilizzata.
Il trasmettitore (così come il ricevitore BC312) era costruito in più versioni da 400 kHz a 12,5 MHz.
Erano disponibili più cassetti di sintonia intercambiabili (tuning unit) della serie TU a seconda della gamma di frequenze.
Il BC191 era composto da quattro triodi a riscaldamento diretto tipo VT4/JAN211 (uno oscillatore, due modulatori ed uno amplificatore finale in classe C) ed un triodo VT25/10Y come amplificatore pilota dei triodi modulatori.
Alcuni comandi erano remotizzati sul pannello del BC312 (prese tasto CW, ingresso microfono ecc).
Era alimentato con un grosso Dynamotor alimentato a 12 volt, montato esternamente, che forniva l'alta tensione anodica (1000 V) necessaria per le valvole (i filamenti venivano alimentati direttamente con i 12 volt).